# مهدی یاوری
مهدی یاوری (زادهٔ ۱۶ خرداد ۱۳۷۶) ورزشکار رشته تیراندازی اهل افغانستان است. وی در مسابقات تیراندازی تفنگ بادی ۱۰ متر مردان در بازی‌های المپیک تابستانی ۲۰۲۰ شرکت کرده است.

## المپیک
|        | مسابقات      | ورزشکار    | رویداد           | مقدماتی | مقدماتی | فینال     | فینال     |
| امتیاز | مسابقات      | ورزشکار    | رویداد           | رتبه    | امتیاز  | رتبه      |           |
| ------ | ------------ | ---------- | ---------------- | ------- | ------- | --------- | --------- |
| ۲۰۲۰   | توکیو ، ژاپن | مهدی یاوری | تفنگ بادی ۱۰ متر | ۶۰۱.۴   | ۴۷      | راه نیافت | راه نیافت |

## لینک های مرتبط
- مهدی یاوری در Olympedia (انگلیسی)